# Elizabeth Denham
Elizabeth Denham és la Comissària d'Informació del Regne Unit a l'oficina del Comissari d'Informació (ICO) de Cheshire. Va agafar aquesta funció de Christopher Graham al juliol de 2016. Denham anteriorment havia mantingut el títol de Comissionaria d'Informació i Privacitat a Colúmbia Britànica, havent-hi estat fixe en aquesta funció al maig de 2010. Previ a això va ser l'Assistent de Comissària de Privacitat al Canadà l'any 2007.

## Educació i vida personal
Denham estudià a la Universitat de Colúmbia Britànica (UBC) de 1977 a 1984 i obtingué el grau de batxiller en Història i el grau de màster en estudis arxivístics d'UBC iSchool (Library, Archival and Information Studies).

## Carrera
Durant el seu temps com a Comissionaria d'Informació i Privacitat a Colúmbia Britànica, Denham va reclamar la revelació proactiva dels registres i les pràctiques publicades pels ministeris de govern i organismes públics. Ella també va ser coautora d'un document en forma de guia titulat Getting Accountability Right with a Privacy Management Program.
Denham va ser nomenada Comissària d'Informació del Regne Unit el juliol de 2016. Ella i la seva oficina tracten la Data Protection Act 2018 i el Reglament General de Protecció de Dades (GDPR), la directiva Privacy and Electronic Communications (EC Directive) Regulations 2003a tot el Regne Unit; i la Freedom of Information Act 2000 i les regulacions Environmental Information Regulations 2004 d'Anglaterra, Gal·les i Irlanda del Nord i, a una extensió limitada, dins Escòcia.
A l'ICO, va donar la benvinguda a la introducció de les lleis de protecció de la dada que van venir a efectuar al maig de 2018, i es van centrar en el paper que ha de tenir la protecció de dades en la innovació i la importància que les organitzacions comprenguin el creixent suport de les empreses perquè siguin responsables del que fan amb les dades personals. Ella també demanà que la Freedom of Information Act fos extensiva als organismes privats tal com es feia en els públics, i va proposar una revisió de legislació al voltant del deure de documentar informació.
Denham ha emprès investigacions a Equifax, WhatsApp, Talk Talk, Uber, i Facebook, i ha supervisat la conclusió de la investigació de l'ICO a les activitats de fundacions de caritat. Va emetre una sèrie de multes a les empreses darrere de la comercialització de molèsties i, al desembre de 2018, va acollir-se a la nova llei que permetia a ICO responsabilitzar directament els caps de l'empresa i multar-los personalment per incompliment de les regulacions Privacy and Electronic Communications Regulations (PECR).
L'any 2018 va presentar el premi Data Protection Practitioner Award for Excellence in Data Protection a la 11a conferència anual de l'ICO .

## Premis i oficines
El 2011, Denham va rebre el premi distingit per alumnes de la UBC iSchool (Library, Archival and Information Studies) pel seu treball en arxius i el camp d'accés i privadesa.
El 2013 va rebre la medalla del jubileu de diamants de la reina Isabel II pel seu servei com a oficial de la legislatura de la Columbia Britànica, Canadà.
El 2016, Denham va rebre el premi Grace-Pépin Access to Information per haver estat "un defensor ferm de l'accés als drets d'informació".
El 2018 es va col·locar primer en el Top 10 de DataIQ 100.
Va ser nomenada Comandant de l'Ordre de l'Imperi britànic (CBE) en els 2019 New Years Honours pels serveis a la protecció de la informació, i actualment ocupa el càrrec de Chair of the International Conference of Data Protection and Privacy Commissioners.